# João Havelange
Jean-Marie Faustin Goedefroid de Havelange (Rio de Janeiro, 8. svibnja 1916. – Rio de Janeiro, 16. kolovoza 2016.), poznatiji kao João Havelange, bio je predsjednik FIFA-e od 1974. do 1998. godine. Nasljedio je Sir Stanleya Rousa, dok je njega nasljedio sadašnji predsjednik Joseph Blatter. Od 1963. godine, Havelange je član Međunarodnog olimpijskog odbora i trenutno je njegov najduži stalni član.
Rođen je u Rio de Janeiru. Kad je bio mlad, uspješan je bio u nekoliko sportova, poput vaterpola i plivanja, čak je kao plivač nastupio na OI 1936. u Berlinu. Uz to, nastupio je i za Brazil na OI 1952. u Helsinkiju.
Između 1958. i 1975. godine, João Havelange je obnašao dužnost predsjednika Confederação Brasileira de Desportos-a (CBD) (CBD), a između 1955. i 1963. godine, bio je član Brazilskog olimpijskog odbora.
U svibnju 2006., britanski novinar Andrew Jennings izdao je knjigu "Foul" (Harper Collins), koja je izazvala kontrovrze u svjetskom nogometu, uključujući i Havelangea u navodnom njegovom davanju ugovora u zamjenu za novac, što je rezultiralo propadanjem FIFA-inog marketinškog partnera, ISL-a; a i otkriveno je kako su neke nogometne osobe žurile za tajnim plaćanjem za usluge.
Nekadašnji predsjednik FIFA-e preminuo je 16. kolovoza 2016. od posljedica upale pluća u bolnici Samaritano.

## Nagrade
Havelange je osvojio mnoge nagrade, poput Viteza Légion d'honneur-a (Francuska), nagrade za poseban doprinos 
 sportu (Brazil), Zapovjednika vitezova Reda Infante Dom Henrique (Portugal), Viteza Vasa Ordena (Švedska) i nagradu Velikog Križa Elizabete Katolkinje (Španjolska). 1998. godine, odabran je za počasnog predsjednika najveće svjetske nogometne organizacije (FIFA).
24. kolovoza 2006., Havelange je postao počasni potpredsjednik brazilskog odbora za ledene sportove (CBDG) zbog njegovog doprinosa u razvoju zimkih sportova u Brazilu.
João Havelange ima pravni doktorat, koji je stekao u 24 godini. Radio je kao odvjetnik u autobuskoj tvrtci Auto Viação Jabaquara. On je također i predsjednik-upravitelj tvrtke Viação Cometa S/A, te većinski suvlasnik tvrtke Orwec Química e Metalurgia Ltda.
Brazilska prva liga 2000., koju je osvojio Vasco da Gama, a organizirao Clube dos 13, je zvan Copa João Havelange, po njemu.

Stadion sagrađen za Panameričke igre 2007., nazvan je Estádio Olímpico João Havelange i posvećen je Havelangeu. Također, bivše ime stadiona Parque do Sabiá je posvećen njemu.